# 이윤영 (1714년)
이윤영(李胤永, 1714년 ∼ 1759년)은 조선 후기의 문신이자, 시인·문인·서화가이다. 문장이 뛰어나고 글씨와 그림에 능하였다. 이인상을 비롯한 당시 명사들 및 노론계 학자와 교류하였으며 이인상의 필법에서 영향을 받았다. 관직은 음서로 출사하여 부사를 지냈다. 이색(李穡)의 후손으로 본관은 한산(韓山)이다. 자(字)는 윤지(胤之)이고 아호는 단릉(丹陵)·담화재(淡華齋)·단릉산인(丹陵山人)이다.

## 생애
일찍이 과거에 뜻을 두지 않고 자연에 묻혀 시문과 산수와 문묵(文墨)으로 세상을 즐기려 하였으나, 주변의 권고로 후에 음서로 관직에 올랐다. 최종 관직은 부사에 이르렀다. 노론의 문인들과 교유하며 지은 시와 글이 《단릉집》 《단릉유고》에 실려 있으며, 그림으로 《청호녹음도》(淸湖綠陰圖) 《고란사도》(皐蘭寺圖) 등이 현존한다. 문장이 뛰어났고, 글씨는 정교하고 세밀하였으며, 주로 전서·예서에 뛰어났다. 또한 화가로도 화법(畵法)이 뛰어났는데 주로 산수도와 인물묘사에 뛰어났다.
또한 취미로는 고서(古書)와 그림 그리는 화기를 수집하였고, 시(詩)와 글과 술을 즐겼으며, 여행 중 충청북도 단양에 들렀을 때 단양의 아름다운 경관을 사랑하여 장차 이 곳에 정착하려고 스스로 호를 단릉산인이라 하였다.

## 저서
- 《단릉유집》(丹陵遺集)
- 《산수기》(山水記)

## 평가
윤리를 돈독하게 지켰고 후덕하며 밝은 성격을 지녔다는 평가가 있다.

## 같이 보기
- 이인상
- 박지원